# Río Cueza
El río Cueza o río de la Cueza es un curso fluvial tributario del río Carrión por su margen derecha. Pertenece a la cuenca hidrográfica del Duero. Aunque su nacimiento se encuentra en el término municipal de Villazanzo de Valderaduey (Provincia de León), la mayor parte de sus 52 kilómetros de longitud discurren a lo largo de la provincia de Palencia.

## Hidrografía
El río Cueza tiene una longitud de 52,79 kilómetros. Su cuenca abarca 393,26 km² y el único afluente mencionable es el Arroyo Cueza de Cabañas, que tributa al Cueza por su margen izquierda. Su caudal es escaso, con una aportación anual de 38,60 hm³. Desemboca en el río Carrión, por su margen derecha, en el término municipal de Paredes de Nava. Su escorrentía es irregular e indecisa, consecuencia de la escasa pendiente de todo su recorrido y el régimen pluviométrico de la comarca (con precipitaciones escasas y un prolongado estiaje). Su capacidad erosiva y aluvial es prácticamente nula. Sin embargo existe un sistema de terrazas asociadas al río Carrión.
El Diccionario geográfico-estadístico-histórico de Pascual Madoz se refiere a las características de la Cueza en los siguientes términos:

Se extiende ½ legua desde su origen y solo lleva agua en tiempo de lluvias: entonces suele ofrecer el aspecto de un río caudaloso, llevándose cuantos pontones de madera le cruzan, cría algunas tencas en los pozos que deja llenos cuando crece.

## Ecología
El río Cueza supone el límite septentrional de la comarca de Tierra de Campos, marcando la transición entre las campiñas características de la comarca con los páramos detríticos (o páramos de raña) que se extienden al norte.

## Hidrotoponimia
El río de la Cueza, femenino y por lo tanto raro entre los ríos de España, ha dado nombre a múltiples topónimos de la zona. Entre ellos, las localidades de San Martín de la Cueza, Calzadilla de la Cueza, Quintanilla de la Cueza, Cervatos de la Cueza, Riberos de la Cueza y Villamuera de la Cueza.